# Баскаки (Рамешковский район)
Баскаки — деревня в Рамешковском районе Тверской области.

## География
Находится в восточной части Тверской области на расстоянии приблизительно 13 км на юго-восток по прямой от районного центра поселка Рамешки.

## История
Известна с 1627—1629 годов как пустошь, «что было сельцо Баскаково». В 1797 году император Павел I пожаловал Баскаки в числе других деревень генерал-адмиралу Ивану Логиновичу Голенищеву- Кутузову. Затем деревня перешла по наследству его родственникам Голенищевым-Кутузовым и Ф. Н. Глинке. По местному преданию, в конце XVIII века. сюда прибыли карелы — переселенцы из Лопских погостов Выборгской губернии. В 1859 году в помещичьей карельской деревне Баскаково был 31 двор, в 1887 — 59. В советское время работали колхозы «Ленинская искра», «Путь к коммунизму», совхоз «Леоновский». В 2001 году в деревне 22 дома постоянных жителей и 32 дома — собственность наследников и дачников. До 2021 входила в сельское поселение Застолбье Рамешковского района до его упразднения.

## Население
Численность населения: 225 человек (1859 год), 328 (1887), 58 (1989, русские 56 %, карелы 43 %)), 42 (русские 100 %) в 2002 году, 25 в 2010.